# Regering-De Broqueville I
De regering-De Broqueville I (17 juni 1911 - 18 januari 1916) was een Belgische katholieke regering. Ze volgde de regering-Schollaert op, nadat die het vertrouwen van koning Albert I en het parlement had verloren, en werd opgevolgd door de regering-De Broqueville II toen het kabinet werd uitgebreid met ministers van de BWP en de Liberale Partij. Het was vanaf dan een regering van nationale eenheid en daarmee kwam een einde aan de ononderbroken macht van de katholieken sinds 1884. 
Deze regering voerde, via de wet van 19 mei 1914, de leerplicht in. Tijdens de Eerste Wereldoorlog verbleef de Belgische regering van oktober 1914 tot november 1918 in ballingschap in Sainte-Adresse bij Le Havre in Frankrijk.

## Ballingschap in Sainte-Adresse
In oktober 1914 verhuisde de Belgische regering naar de Franse kuststad Le Havre. De administratie werd gevestigd in het grote Immeuble Dufayel ("Dufayelgebouw"), gebouwd door de Franse zakenman Georges Dufayel in 1911, gelegen in de buitenwijk van Sainte-Adresse. Het hele gebied van Sainte-Adresse, dat nog steeds de nationale kleuren van België op zijn schild draagt, werd door de Franse regering aan België verhuurd als tijdelijk administratief centrum. Het gebied had een grote Belgische immigratiebevolking en gebruikte zelfs Belgische postzegels.
Koning Albert I vond het ongepast dat een vorst zijn eigen land zou verlaten en sloot zich dus niet aan bij de regering in Le Havre. In plaats daarvan vestigde hij zijn staf in de Vlaamse stad Veurne, net achter het IJzerfront, in de laatste strook onbewoond Belgisch grondgebied.

## Samenstelling
De regering-de Broqueville I telde aanvankelijk tien ministers.
| Ambtsbekleder                                           | Ambtsbekleder                       | Ambtsbekleder                      | Functie                                       | Termijn                             | Partij            |
| ------------------------------------------------------- | ----------------------------------- | ---------------------------------- | --------------------------------------------- | ----------------------------------- | ----------------- |
|                                                         |                                     | Charles de Broqueville (1860-1940) | Minister Spoorwegen, Posterijen en Telegrafen | 17 juni 1911 - 11 november 1912     | Katholieke Partij |
| Minister ad interim Oorlog                              | 23 februari 1912 - 3 april 1912     | Charles de Broqueville (1860-1940) |                                               |                                     | Katholieke Partij |
| Minister Oorlog                                         | 11 november 1912 - 18 januari 1916  | Charles de Broqueville (1860-1940) |                                               |                                     | Katholieke Partij |
|                                                         |                                     | Henri Carton de Wiart (1869-1951)  | Minister Justitie                             | 17 juni 1911 - 18 januari 1916      | Katholieke Partij |
|                                                         |                                     | Paul Berryer (1868-1936)           | Minister Binnenlandse Zaken                   | 17 juni 1911 - 18 januari 1916      | Katholieke Partij |
|                                                         |                                     | Julien Davignon (1854-1916)        | Minister Buitenlandse Zaken                   | 17 juni 1911 - 18 januari 1916      | Katholieke Partij |
|                                                         |                                     | Michel Levie (1851-1939)           | Minister Financiën                            | 17 juni 1911 - 28 februari 1914     | Katholieke Partij |
|                                                         |                                     | Prosper Poullet (1868-1937)        | Minister Wetenschappen en Kunsten             | 17 juni 1911 - 18 januari 1916      | Katholieke Partij |
|                                                         |                                     | Armand Hubert (1857-1940)          | Minister Nijverheid en Arbeid                 | 17 juni 1911 - 18 januari 1916      | Katholieke Partij |
|                                                         |                                     | Aloys Van de Vyvere (1871-1961)    | Minister Landbouw en Openbare Werken          | 17 juni 1911 - 11 november 1912     | Katholieke Partij |
| Minister Spoorwegen                                     | 11 november 1912 - 28 februari 1914 | Aloys Van de Vyvere (1871-1961)    |                                               |                                     | Katholieke Partij |
| Minister Financiën                                      | 28 februari 1914 - 18 januari 1916  | Aloys Van de Vyvere (1871-1961)    |                                               |                                     | Katholieke Partij |
|                                                         |                                     | Joseph Hellebaut (1842-1924)       | Minister Oorlog                               | 17 juni 1911 - 23 februari 1912     | extraparlementair |
|                                                         |                                     | Victor Michel (1851-1918)          | Minister Oorlog                               | 3 april 1912 - 11 november 1912     | extraparlementair |
|                                                         |                                     | Jules Renkin (1862-1934)           | Minister Koloniën                             | 17 juni 1911 - 18 januari 1916      | Katholieke Partij |
|                                                         |                                     | Joris Helleputte (1852-1925)       | Minister Landbouw en Openbare Werken          | 11 november 1912 - 18 januari 1916  | Katholieke Partij |
|                                                         |                                     | Paul Segers (1870-1946)            | Minister Zeewezen, Posterijen en Telegrafen   | 11 november 1912 - 28 februari 1914 | Katholieke Partij |
| Minister Spoorwegen, Zeewezen, Posterijen en Telegrafen | 28 februari 1914 - 18 januari 1916  | Paul Segers (1870-1946)            |                                               |                                     | Katholieke Partij |
|                                                         |                                     | Eugène Beyens (1855-1934)          | Lid van de Ministerraad                       | 26 juli 1915 - 18 januari 1916      | extraparlementair |

### Herschikkingen
- Op 23 februari 1912 neemt minister van Oorlog Joseph Hellebaut (extraparlementair) ontslag en wordt ad interim opgevolgd door regeringsleider Charles de Broqueville.
- Op 3 april 1912 wordt Victor Michel (extraparlementair) minister van Oorlog.
- Op 11 november 1912 neemt minister van Landbouw en Openbare Werken Aloys Van de Vyvere (Katholieke Partij) ontslag en wordt opgevolgd door Joris Helleputte (Katholieke Partij). Regeringsleider Charles de Broqueville wordt minister van Oorlog in de plaats van Victor Michel (extraparlementair). Zijn bevoegdheden worden overgenomen door Aloys Van de Vyvere (Spoorwegen) en door Paul Segers (Zeewezen, Posterijen en Telegrafen).
- Op 28 februari 1914 neemt minister van Financiën Michel Levie (Katholieke Partij) ontslag en wordt opgevolgd door minister van Spoorwegen Aloys Van de Vyvere. Hij wordt opgevolgd door Paul Segers (Katholieke Partij).
- Op 26 juli 1915 wordt Eugène Beyens (Katholieke Partij) benoemd tot lid van de Ministerraad.